# 산비토레델라치오
산비토레델라치오(이탈리아어: San Vittore del Lazio)는 이탈리아 라치오주 프로시노네도에 위치한 코무네다. 로마로부터 남동쪽 120km, 프로시노네로부터 남동쪽 50km 거리에 있다. 산비토레에 있는 성은 15세기부터 지금까지 만치니 가문의 소유이다.